# Euxesta nigricans
Euxesta nigricans är en tvåvingeartt som beskrevs av Frederik Maurits van der Wulp 1899.
Euxesta nigricans ingår i släktet Euxesta och familjen fläckflugor. Inga underarter finns listade i Catalogue of Life.